# Einar Solberg
Einar Solberg (Notodden, 28 aprile 1985) è un cantante e tastierista norvegese, noto per essere il fondatore e frontman dei Leprous.

## Biografia
Solberg ha iniziato la propria attività agli inizi degli anni duemila con la fondazione dei Leprous insieme all'amico di infanzia Tor Oddmund Suhrke. All'interno del gruppo ricopre il ruolo di cantante e tastierista, divenendo di album in album il principale compositore e produttore. Dopo aver realizzato un paio di demo, nella seconda metà degli anni duemila la formazione ha catturato l'attenzione di Ihsahn degli Emperor, che li scelse come proprio gruppo spalla durante i concerti da solista; intorno allo stesso periodo Solberg è divenuto inoltre parte della formazione dal vivo degli Emperor, apparendo anche nei loro album dal vivo Live at Wacken Open Air 2006 - "A Night of Emperial Wrath" e Live Inferno.
Oltre alla costante attività con i Leprous, l'artista ha figurato come artista ospite in varie pubblicazioni, tra cui il sopracitato Ihsahn per alcuni brani apparsi negli album Eremita e Arktis., gli Haken al brano The Architect (tratto da Affinity) e Thomas Giles dei Between the Buried and Me per Everyone Is Everywhere (presente in Don't Touch the Outside).
Il 10 febbraio 2023 Solberg ha lanciato la propria carriera come artista solista attraverso l'uscita del singolo Grotto, volto ad anticipare il suo primo album 16.

## Discografia

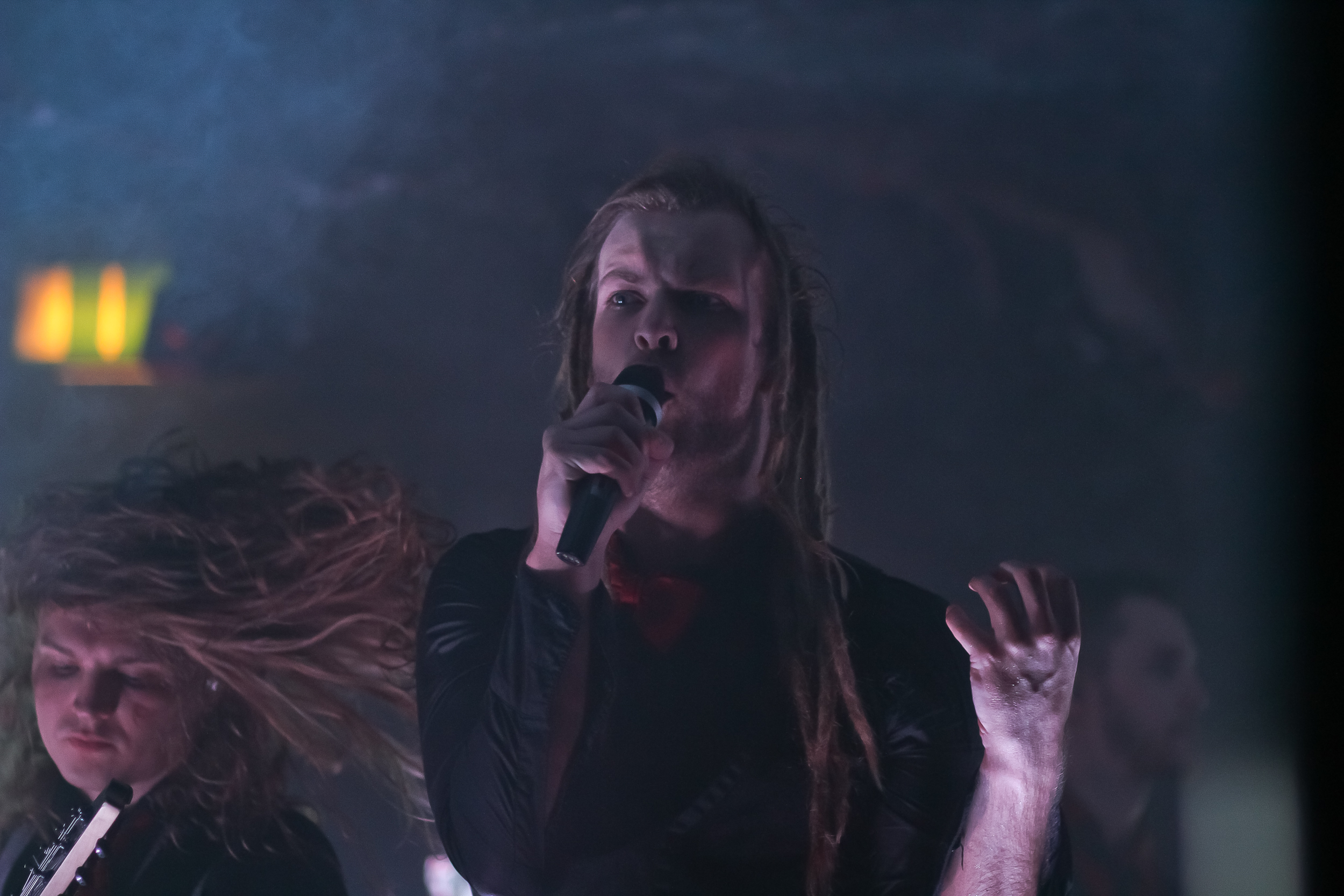
Solberg in concerto con i Leprous nel 2012

### Da solista
Album in studio
- 2023 – 16

Album dal vivo
- 2024 – The Congregation Acoustic

### Con i Leprous
- 2009 – Tall Poppy Syndrome
- 2011 – Bilateral
- 2013 – Coal
- 2015 – The Congregation
- 2017 – Malina
- 2019 – Pitfalls
- 2021 – Aphelion
- 2024 – Melodies of Atonement

### Collaborazioni
- 2002 – Star of Ash – Iter.Viator. (voce in Beautiful as Torment e cori in In the Throws of Guilt)
- 2004 – Peccatum – Lost in Reverie (voce aggiuntiva in Parasite My Heart e Black Star)
- 2009 – Emperor – Live at Wacken Open Air 2006 - "A Night of Emperial Wrath"
- 2009 – Emperor – Live Inferno (tastiera e cori)
- 2012 – Ihsahn – Eremita (voce in Arrival)
- 2016 – Ihsahn – Arktis. (voce aggiuntiva in Disassembled e Celestial Violence)
- 2016 – The Wretched End – In These Woods, from These Mountains (voce in Dewy Fields)
- 2016 – Haken – Affinity (voce aggiuntiva in The Architect)
- 2018 – Thomas Giles – Don't Touch the Outside (voce aggiuntiva in Everyone Is Everywhere)
- 2019 – Voyager – Colours in the Sun (voce aggiuntiva in Entropy)
- 2020 – Ihsahn – Pharos (voce in Manhattan Skyline)
- 2021 – Esa Holopainen – Silver Lake (voce in Ray of Light)
- 2022 – Persefone – Metanoia (voce in Metanoia)
- 2022 – Vitam Aeternam – Revelations of the Mother Harlot (voce in Finis Gloriae Mundi)